# Zamach w Mogadiszu (2016)
Zamach w Mogadiszu – zamach terrorystyczny, który miał miejsce 21 stycznia 2016 w Mogadiszu. Do zamachu przyznało się islamistyczne ugrupowanie Asz-Szabab powiązane z Al-Ka’idą.

## Szczegóły zamachu
Do zamachu doszło w czwartek w godzinach wieczornych. Terroryści zabarykadowali się w popularnej nadmorskiej restauracji Beach View w Mogadiszu. Czterech bojowników Asz-Szabab nadeszło od strony morza. Oddali najpierw kilka strzałów w kierunku klientów stojących przed lokalem, po czym wtargnęli do restauracji, krzycząc „Allāhu Akbar”.
O zmierzchu, samochód pułapka wjechał w wejście hotelu Beach View, po czym został zdetonowany. Godzinę później nastąpiła eksplozja drugiego auta, które znajdowało się w okolicach centrum Mogadiszu.
Policyjna interwencja zakończyła się w piątek rano, funkcjonariusze zdołali uratować wielu gości restauracji. W ataku zginęło łącznie 20 osób. Liczba ta uwzględnia terrorystów zabitych podczas interwencji policyjnej.